# Jerry Weller
Gerald « Jerry » Weller, né le 7 juillet 1957 à Streator, est un homme politique américain membre Parti républicain.

## Biographie
Représentant du 11e district de l'Illinois à la Chambre des représentants des États-Unis de 1995 à 2009, il est auparavant membre de la Chambre des représentants de l'Illinois entre 1988 et 1994.
L'analyse de ses votes par On the Issues au Congrès le classe comme ultra-conservateur, tant sur les questions sociales que sur les questions économiques.
En septembre 2007, il est désigné comme l'un des représentants les plus corrompus du Congrès par l'organisation Citizens for Responsibility and Ethics. Il est notamment accusé d'avoir caché au Congrès l'étendue de ses achats de terrains au Nicaragua. Il annonce le 21 septembre qu'il ne se représente pas pour un huitième mandat. Disant vouloir se consacrer à sa famille, il nie tout lien avec ces accusations. Il est marié à la femme politique guatémaltèque Zury Ríos, fille de l'ancien dictateur Efraín Ríos Montt.